# Hlinsko
Hlinsko − miasto w Czechach, w kraju pardubickim. Według danych z 31 grudnia 2003 powierzchnia miasta wynosiła 2 427 ha, a według danych z 31 grudnia 2018 liczba jego mieszkańców wynosiła 9 677 osób.
W końcu 2015 w przysiółku Čertovina otworzono centrum rekreacji Peklo Čertovina.

## Demografia
| Rok             | 1970  | 1980   | 1991   | 2001   | 2003   | 2005   | 2011   | 2014  | 2018  |
| --------------- | ----- | ------ | ------ | ------ | ------ | ------ | ------ | ----- | ----- |
| Liczba ludności | 9 357 | 10 182 | 10 916 | 10 543 | 10 411 | 10 337 | 10 143 | 9 916 | 9 677 |

Źródło: Czeski Urząd Statystyczny

## Współpraca
- Medemblik, Holandia
- Púchov, Słowacja
- Civitella d’Agliano, Włochy